# UNBALANCE+BALANCE
『UNBALANCE+BALANCE』（アンバランス・バランス）は、日本の歌手中森明菜の15枚目のスタジオ・アルバム。このアルバムは1993年9月22日にMCAビクターよりリリースされた (CD: MVCD-9, CT: MVTD-4, DCC: MVXD-7)。2002年12月4日には『UNBALANCE+BALANCE+6』としてユニバーサルJから再発売された。

## 背景
『UNBALANCE+BALANCE』は、中森のMCAビクター移籍第1弾となるスタジオ・アルバムである。スタジオ・アルバムのリリースは、前作『CRUISE』からおよそ4年2か月ぶりで、1993年9月22日に、CD (MVCD-9)とコンパクトカセット (MVTD-4)とDCC (MVXD-7)の3形態で同時発売された。本作のトータル・プロデュースは中森が手掛け、エグゼクティブプロデューサーには飯田久彦と川原伸司が担当した。エグゼクティブプロデューサーの川原が、かねてより温めていたとして提案された本作のテーマの"UNBALANCE+BALANCE"について中森は、タイトルの語呂とロゴがカッコいいこと思ったことや、「アンバランス」という言葉が好きだと明かしている。また、タイトルを聞いた際に自身が常に求めているものだと思ったという。本作で迎えた作家陣と楽曲については、経緯は分からないが既に製作されていたものであったと中森は語っている。本作は1992年夏より製作が開始されていたものの、幾人もの人間が間に立ったことで、中森のもとに楽曲が届けられるのに1年もの期間が経過してしまったという。その後、10数曲あった中から、絞り込んでいった末に、このラインナップとなった。
中森は本作で「光のない万華鏡」と「陽炎」の2曲を作詞している。1曲目の「永遠の扉」と9曲目の「陽炎」の2曲はともにメロディは同じだが、歌詞・アレンジ・歌唱法を変えた異名同曲異歌詞作となっている。この2つの楽曲は、中森がアレンジを変えて収録することを提案したことで実現された。当初詞はひとつだけであったが、中森が曲を聴いて新たに歌詞を書き、スタッフに見せたところ採用された。「光のない万華鏡」については、中森が1992年に書いた歌詞をスタッフがピックアップし、関口誠人が曲を付けた。
本作の歌唱に関して中森は、『UNBALANCE+BALANCE』というテーマを意識し、「地声でも裏声でもない中間の微妙なバランス」に取り組んだという。通常であるならアップ・テンポの楽曲では声を強く出すところ、少し抑制して歌ってみるなど、微妙なアンバランスの良さを出すべく、コントロールして歌唱した。1曲たりとも同じ発声の仕方で歌唱していないと振り返った。また本作のインタビューで中森は、常により伝わる歌い方はないだろうかと歌唱表現の模索をしていると述べた。

### 再発盤
『UNBALANCE+BALANCE+6』（アンバランス・バランス・プラスシックス）は、日本の歌手中森明菜の15枚目のスタジオ・アルバム『UNBALANCE+BALANCE』のリマスター再発盤（セシウムクロックを採用）。このアルバムは2002年12月4日にユニバーサルJよりCD (UMCK-1149)でリリースされた。CD盤には、レコードプロデューサーの川原伸司によるライナーノーツも収められた。2005年7月1日にはmoraにてデジタル・ダウンロードでリリースされた。iTunesでも音楽配信されている。
『UNBALANCE+BALANCE』のオリジナル収録曲に加えてボーナス・トラックとして、27枚目のシングル「Everlasting Love ・ NOT CRAZY TO ME」、29枚目のシングル「夜のどこかで 〜night shift〜」、30枚目のシングル「月華」のカップリング曲を含む6曲が追加された。

## シングル
「NOT CRAZY TO ME」が、本作からのリード・シングルとして、1993年5月21日に発売された。この楽曲は「Everlasting Love」との両A面シングルで、MCAビクター移籍第一弾シングルとして2年3か月ぶりに発売された。このアルバムで「NOT CRAZY TO ME」は、アルバム・バージョンで収録された。続いて本作から「愛撫」が、翌年の1994年3月24日に「片想い・愛撫」としてシングルカットされた。「愛撫」は、このアルバム発売直後の有線チャートの1993年10月21日付と1993年10月28日付で最高順位3位を記録している。

## 批評
本作について『CDジャーナル』は歌唱を高評価するとともに、内容面については「とてもシックでアダルトな仕上がりです。」とコメントしている。『WHAT's IN?』のレビュアー金哉穂は、多彩な楽曲を、以前なら強い独自色で飲み込ませるところ、哀しみや脆さが際立ち、定まらない女性の孤独が痛切なほどに感じると批評した。

## チャート成績
『UNBALANCE+BALANCE』は、オリコン週間アルバムチャートの1993年10月4日付で初登場し、最高順位4位を記録した。同チャートには、計9週に渡ってランクインしている。

## 収録曲
| #         | タイトル                     | 作詞       | 作曲      | 編曲      | 時間  |
| --------- | ---------------------------- | ---------- | --------- | --------- | ----- |
| 1.        | 「永遠の扉」                 | 夏野芹子   | 玉置浩二  | 千住明    | 7:13  |
| 2.        | 「愛撫」                     | 松本隆     | 小室哲哉  | 小室哲哉  | 5:14  |
| 3.        | 「黒薔薇」                   | 松本隆     | OSNY MELO | OSNY MELO | 4:19  |
| 4.        | 「YOU ARE EVERYTHING」       | 鮎川めぐみ | OSNY MELO | OSNY MELO | 4:35  |
| 5.        | 「光のない万華鏡」           | 中森明菜   | 関口誠人  | OSNY MELO | 1:05  |
| 6.        | 「眠るより泣きたい夜に」     | 夏野芹子   | BRO.KORN  | OSNY MELO | 4:41  |
| 7.        | 「NORMA JEAN」               | 松本隆     | 小室哲哉  | 小室哲哉  | 5:31  |
| 8.        | 「NOT CRAZY TO ME」(LP edit) | NOKKO      | 坂本龍一  | 坂本龍一  | 4:45  |
| 9.        | 「陽炎」                     | 中森明菜   | 玉置浩二  | 鳥山雄司  | 5:28  |
| 合計時間: | 合計時間:                    | 合計時間:  | 合計時間: | 合計時間: | 42:47 |

| #         | タイトル                         | 作詞       | 作曲      | 編曲       | 時間  |
| --------- | -------------------------------- | ---------- | --------- | ---------- | ----- |
| 10.       | 「Everlasting Love」             | 大貫妙子   | 坂本龍一  | 坂本龍一   | 4:50  |
| 11.       | 「NOT CRAZY TO ME」              | NOKKO      | 坂本龍一  | 坂本龍一   | 4:35  |
| 12.       | 「夜のどこかで 〜night shift〜」 | 夏野芹子   | 後藤次利  | 後藤次利   | 5:46  |
| 13.       | 「Rose Bud」                     | 夏野芹子   | 後藤次利  | 後藤次利   | 5:15  |
| 14.       | 「月華」                         | 松井五郎   | 梶原秀剛  | 松本晃彦   | 5:00  |
| 15.       | 「BLUE LACE」                    | 鮎川めぐみ | 柿原朱美  | 山川恵津子 | 4:41  |
| 合計時間: | 合計時間:                        | 合計時間:  | 合計時間: | 合計時間:  | 72:46 |

## クレジット
『UNBALANCE+BALANCE』のライナー・ノーツより
| レコーディング・スタッフ - プロデューサー：中森明菜 (M-1-7、9)、坂本龍一 (M-8) - ディレクター：AKIO TANABE（MCAビクター） - アディショナル・アレンジメント：小野沢篤 - RECORDED BY 奥原秀明 (VICTOR STUDIO) - ミックス：吉田保 (SOUND MAGIC COPR.) (M-1-7、9)、GO HOTODA (M-8) - アシスト：林憲一 (VICTOR STUDIO)、藤島浩人 (SOUND SKY STUDIO) - MASTERED BY 山﨑和重 デザイン・スタッフ - アート・ディレクター：MASAAKI FUKUSHI (294) - 撮影：くぼたあきひと - コスチューム・コーディネート：東野邦子 - ヘア&メークアップ：矢の澄生 - デザイナー：MITUYOSHI KADOYA (294) - コーディネート：TATSUO SATO（MCAビクター） | スタッフ - プロモーション・マネージャー：KENJI KAKUTA（MCAビクター） - プロモーター：HIDEAKI MIYAWAKI（MCAビクター） - エグゼクティブ・プロデューサー：飯田久彦 (ビクターエンタテインメント)、川原伸司（MCAビクター） - THANX TO TOSHI (NAPC)、横尾隆 (MUSIC LAND)、VICTOR AOYAMA STUDIO & MANY OTHERS XXXX |

## リリース履歴
| 発売日         | レーベル                 | 規格  | 品番        | 備考                                                                                     |
| -------------- | ------------------------ | ----- | ----------- | ---------------------------------------------------------------------------------------- |
| 1993年9月22日  | MCAビクター              | CT    | MVTD-4      | 再発盤に伴い、廃盤。 現在では稀少品となってる為、高値の取引がなされている。              |
| 1993年9月22日  | MCAビクター              | DCC   | MVXD-7      | 再発盤に伴い、廃盤。 現在では稀少品となってる為、高値の取引がなされている。              |
| 1993年9月22日  | MCAビクター              | CD    | MVCD-9      | 再発盤に伴い、廃盤。 現在では稀少品となってる為、高値の取引がなされている。              |
| 2002年12月4日  | ユニバーサルミュージック | CD    | UMCK-1149   | 『UNBALANCE+BALANCE+6』。 こちらも廃盤で、オリジナル盤と同様に高値の取引がなされている。 |
| 2017年5月3日   | ユニバーサルミュージック | UHQCD | UPCH-7267   | 『UNBALANCE+BALANCE+6』。 こちらも廃盤で、オリジナル盤と同様に高値の取引がなされている。 |
| 2023年5月31日  | ユニバーサルミュージック | CD    | UPCY-7836   | 『UNBALANCE+BALANCE+6』、スペシャルプライス再発盤                                        |
| 2023年11月29日 | ユニバーサルミュージック | LP    | UPJY-9337/8 | 初アナログLP化、2枚組限定盤                                                              |

## 参照
1. ↑  中森明菜『UNBALANCE+BALANCE』（12cmCD）MCAビクター、1993年9月22日。MVCD-9。
2. 1 2  “中森明菜「アンバランス+バランス+6」 - iTunes で「アンバランス+バランス+6」をダウンロード”.  Apple. 2011年4月8日閲覧。
3. 1 2 3 4 5 6 7 8  『UNBALANCE+BALANCE』（12cmCD）中森明菜、MCAビクター、1993年9月22日。MVCD-9。
4. 1 2 3  “UNBALANCE + BALANCE 中森明菜のプロフィールならオリコン芸能人事典-ORICON STYLE”.  オリコン. 2011年11月19日閲覧。
5. 1 2 3 4 5 6 7 8 9 10  『ロックンロール・ニューズメーカー10月号増刊Queen's Pal』、ビクターエンタテインメント、1993年10月20日、6頁。
6. 1 2 3 4 5 6  小貫, 信昭「スペシャル・フィーチャー 中森明菜」『WHAT's IN?』第6巻第10号、ソニー・マガジンズ、1993年10月15日、19-22頁。
7. 1 2 3 4  『UNBALANCE+BALANCE+6』（12cmCD）中森明菜、ユニバーサルJ、2002年12月4日。UMCK-1149。
8. 1 2  “中森明菜 / アンバランス+バランス+6 [再発] [CD] [アルバム] - CDJournal.com”.   音楽出版社. 2012年4月9日閲覧。
9. ↑  “mora[モーラ] : 中森明菜「アンバランス+バランス+6」を試聴・ダウンロード”.  レーベルゲート. 2012年7月28日閲覧。
10. ↑  “中森明菜 - アンバランス+バランス+6 - UNIVERSAL MUSIC JAPAN”.  ユニバーサルミュージック合同会社. 2012年7月28日閲覧。
11. 1 2 3  『Everlasting Love ・ NOT CRAZY TO ME』（8cmCD）中森明菜、MCAビクター、1993年5月21日。MVDD-10001。
12. ↑  「ぴいぷる 今週の赤まる急上昇中森明菜」『ザテレビジョン』第12巻第22号、角川書店、1993年6月4日、129頁。
13. ↑  『片想い・愛撫』（8cmCD）中森明菜、MCAビクター、1994年3月24日。MVDD-10004。
14. ↑  「ザ記録」『ザテレビジョン』第12巻第44号、角川書店、1993年11月12日、112頁。
15. ↑  「ザ記録」『ザテレビジョン』第12巻第45号、角川書店、1993年11月19日、114頁。
16. ↑  “中森明菜 / アンバランス+バランス [CD] [アルバム] - CDJournal.com”.   音楽出版社. 2011年4月8日閲覧。
17. ↑  金, 哉穂「BRAND NEW CD 101」『WHAT's IN?』第6巻第10号、ソニー・マガジンズ、1993年10月15日、166頁。
18. ↑  “検索結果-ORICON STYLE アーティスト/CD検索”.   オリコン. 2012年4月9日閲覧。